# Callum Black

a Compétitions nationales et continentales officielles uniquement.

b Matchs officiels uniquement.
Dernière mise à jour le 18 juin 2024.
Callum Black, né le 25 février 1986 à Washington D.C. aux États-Unis, est un joueur américain de rugby à XV évoluant au poste de pilier avec les Worcester Warriors.

## Carrière
Callum Black commence sa carrière avec les Worcester Warriors lors de la saison 2005-2006 de Premiership. Il vit avec le club une descente en 2ème division anglaise en 2010 et la remontée dans l'élite la saison suivante avec le titre de champion d'Angleterre de 2ème division. Il dispute 45 matches avec les Warriors avant de rejoindre l'Ulster Rugby en 2011.
Avec l'Ulster, il dispute 140 matches de Pro 12 et participe à la finale de Heineken Cup en 2012.
En 2018, il fait son retour au sein des Worcester Warriors.
Il a également porté les couleurs des équipes nationales irlandaises des moins de 17 ans, des moins de 18 ans et des moins de 21 ans, ainsi que de l'équipe d'Emerging Irlande à la Coupe des Nations en 2014.
En mai 2018, il est appelé avec l'équipe des Etats-Unis pour participer aux tests matches de juin. Il ne dispute aucun match avec l'équipe américaine.
Il met un terme à sa carrière de joueur en juin 2021.

## Palmarès
- 2008 : Finaliste du Challenge européen avec les Worcester Warriors.
- 2011 : Vainqueur du championnat d'Angleterre de 2e division avec les Worcester Warriors.
- 2012 : Finaliste de l'Heineken Cup avec l'Ulster Rugby.
- 2013 : Finaliste du Rabodirect Pro 12 avec l'Ulster Rugby.
- 2014 : Vainqueur de la Coupe des Nations IRB avec l'Emerging Irlande[5].